# Гідрокомпенсатор

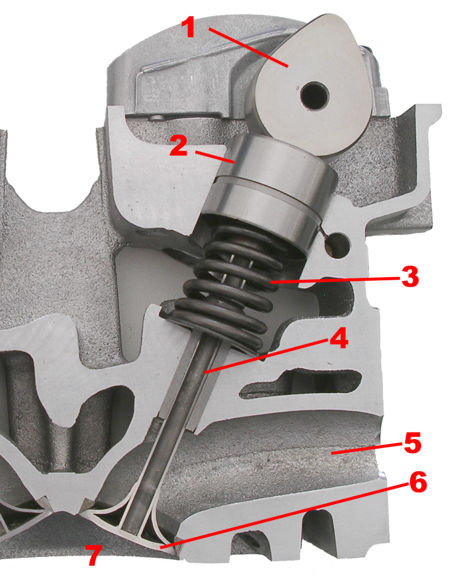
Механізм клапана з штовхачем:
1. Кулачок розподільного вала
2. Чашковий штовхач з кільцевим зазором для подачі масла в HVAE
3. Пружина клапана
4. Стрижень клапана
5. Газовий канал для входу (свіжий газ) або виходу (відпрацьований газ)
6. Пластина клапана, яка ущільнює камеру згоряння (7) до кільця сідла клапана
7. Камера згоряння

Гідрокомпенсатор (гідравлічний штовхач, також відомий як гідроштовхач) — пристрій для підтримки нульового прозору клапана в двигуні внутрішнього згоряння. Притискне зусилля гідрокомпенсатора до кулачка розподільчого валу забезпечується завдяки тискові оливи у системі змащення двигуна. Олива подається у внутрішню порожнину гідрокомпенсатора через спеціальні канали.

## Як це працює
У кожному чотиритактному двигуні внутрішнього згоряння є впускні та випускні клапани, які наповнюють циліндри паливоповітряною сумішшю і відводять відпрацьовані гази. Їхньою роботою керує розподільний вал, спеціальні кулачки якого в потрібний момент штовхають клапан всередину циліндра. Між кулачком розподільчого вала і деталлю, яка відкриває клапан, є зазор — він називається тепловим. Його завдання компенсувати лінійне розширення металів від нагрівання під час роботи двигуна. Як правило, величина прозору задається виробником — це десяті частки міліметра, тому побачити їх неозброєним оком практично неможливо.
Звичайні штовхачі (підйомники клапанів) вимагають періодичного регулювання (найчастіше, один раз на 10000 кілометрів пробігу) для підтримки невеликого прозору між розподільчим валом і його коромислом або кулачковим механізмом. Цей простір запобігає зачепленню деталей, коли вони розширюються під впливом тепла двигуна, але також може призвести до більш шумної роботи автівки та підвищеного зносу, оскільки деталі можуть видавати звук, поки не досягнуть робочої температури. Гідрокомпенсатори були розроблені, щоб компенсувати цей невеликий допуск, дозволяючи клапанному механізму працювати з нульовим прозором. Як наслідок — автівка тихіше працює, двигун довше служить, а користувачам не потрібне періодичне регулювання зазорів клапанів.
Як казалось вище, гідрокомпенсатори розташовуються між розподільним валом і кожним клапаном двигуна. Кожен гідрокомпенсатор — це порожнистий сталевий циліндр, що містить внутрішній поршень та масло. Цей поршень утримується на зовнішній межі свого ходу міцною пружиною. Розподільний вал ритмічно притискається до гідролітеру, який передає рух на клапан двигуна.
Конструкція гідрокомпенсаторів, як правило, єдина. Принципово різним буде їхнє розташування — у гніздах клапанних коромисел (на двигунах типу SOHC, з одним розподільним валом) або в гніздах у голівці блоку циліндрів (для моторів DOHC, з двома розподільними валами).
Гідрокомпенсатор який складається з:
1. плунжера;
2. втулки плунжера;
3. пружини клапана плунжера;
4. кульки (клапан плунжера);
5. масляних каналів.

Основна деталь гідрокомпенсатора — плунжер. Через кульковий клапан у порожнину під ним надходить масло. Щойно об'єм заповниться, то під дією пружини клапан закривається. Коли кулачок розподільчого вала стикається з робочою поверхнею гідрокомпенсатора, створюється тиск і клапан замикається. У підсумку зусилля від кулачка розподільного вала передається на гідрокомпенсатор, який зі свого боку відкриває клапан. У момент роботи двигуна об'єм масла, необхідного для заповнення плунжера, автоматично змінюється, тим самим регулюється тепловий зазор.
Масло під постійним тиском подається в підйомник через масляний канал. Коли клапан двигуна закритий (підйомник у нейтральному положенні), підйомник може вільно наповнюватися маслом. Коли кулачок розподільного вала переходить у фазу підйому свого ходу, він стискає поршень підйомника, і клапан перекриває вхідний отвір для масла. Масло майже не стискається, тому більший тиск робить ліфтер фактично твердим під час фази підйому. Хоча, через швидкість спрацьовування частина масла може виходити через зворотний клапан.
Коли кулачок розподільного вала проходить через свою вершину, навантаження на поршень підйомника зменшується, а внутрішня пружина повертає поршень у нейтральний стан, щоб підйомник міг наповнитися маслом. Цього невеликого діапазону ходу поршня підйомника достатньо, щоб усунути необхідність частого (приблизно один раз на 10000 кілометрів пробігу) регулювання зазорів.

## Історія
Першим двигуном з гідрокомпенсатором був Cadillac V16 (модель 452) випущений в 1930 році. Гідрокомпенсатори були майже універсальними для автомобілів, сконструйованих у 1980-х роках, але деякі новіші автомобілі повернулися до механічних компенсаторів. Хоча вони не працюють так тихо і не потребують обслуговування, вони дешевші.

## Переваги
Оскільки весь процес приводиться в дію гідравлічним тиском при запуску двигуна, нема потреби в обслуговуванні або регулюванні компенсаторів.
Ще однією перевагою є дешевша експлуатація автомобіля, оскільки нема потреби в обслуговуванні та витратах, пов'язаних з обслуговуванням штовхача. Зазвичай гідравлічні штовхачі працюють протягом усього терміну служби двигуна без будь-яких вимог до обслуговування.
При виході компенсаторів з ладу (зазвичай, через ресурс) їх можна замінити. Як правило, це робиться без капітального ремонту двигуна і лише зі зняттям його верхньої кришки.

## Недоліки
Є ряд потенційних проблем з гідрокомпенсаторами. Часто газорозподільний механізм голосно стукає. Стукіт проявляється під час запуску холодного двигуна після тривалої стоянки, а після прогріву двигуна стукіт гідрокомпенсаторів припиняється. Подібна поведінка двигуна автомобіля допускається за умови, що шум зникає протягом кількох хвилин; як правило, це триває лише секунду або дві. Такий стукіт пояснюється тим, що олива має високу в'язкість, і під час запуску двигуна вона не встигає заповнювати робочі камери гідрокомпенсаторів, тому вони не можуть врегулювати прозір, що утворився між ними та розподільчим валом. З прогрівом двигуна в'язкість оливи знижується, цокотіння гідрокомпенсаторів припиняється. Якщо гідрокомпенсатори цокають і на прогрітому двигуні, це свідчить про їхню несправність.
Гідравлічні штовхачі вимагають складнішої та дорожчої конструкції головки блоку циліндрів. Ряд виробників субкомпактних автомобілів віддають перевагу суцільним штовхачам клапанів через нижчу складність конструкції та вартість виробництва.
Можливі також залипання компенсаторів. Під словом «залипання» розуміється втрата рухливості гідрокомпенсаторів через накопичення у них великої кількості забруднень і оливних відкладень або ж затикання оливних каналів. Через високу точність виготовлення вони дуже чутливі до наявності забруднення в оливі та до якості оливи взагалі. Залипання гідрокомпенсаторів свідчить про загальну забрудненість оливної системи двигуна. Це має негативний вплив, особливо на розподільний вал двигуна та клапани через надмірний знос, якщо регулювання прозорів не працюють належним чином. Як уже згадувалося, цього можна уникнути, використовуючи моторну оливу, рекомендовану виробником, і не перевищуючи встановлений інтервал заміни оливи. Для складних умов експлуатації транспортних засобів (низька якість пального, погані дороги), рекомендується виконувати заміну моторної оливи на 10-15 % раніше встановленого автовиробником інтервалу. Найчастіше усунути залипання гідрокомпенсаторів досить просто: необхідно промити оливну систему і замінити моторну оливу у двигуні. Для прочищення оливної системи двигуна рекомендується використовувати спеціальні засоби для промивання.
Це міф, що за певних обставин компенсатор може «накачати» і створити негативний прозір у клапанах. Масляна помпа двигуна не може створити достатній тиск. Проблема пов'язана зі слабкими пружинами клапанів.
Гідрокомпенсатори також можуть бути причиною стрибків потужності на високих обертах, що може погано впливати на динамічні характеристики автомобіля, його потужність та керованість.

## Перевірка гідрокомпенсатора
Звук несправного гідрокомпенсатора різкий, схожий на скрекіт, виходить від верхньої частини двигуна з-під клапанної кришки. Почути з салону його виходить не завжди, особливо — за умови хорошої шумоізоляції.
Шум, як правило, зростає — від легкого шелесту до сильного цокоту. Якщо ж сильний скрекіт з'явився одразу, є сенс перевірити рівень оливи — він може бути недостатнім, а гідрокомпенсатори відреагують на це першими.
Також рекомендується оглянути піддон картера двигуна. Цілком можливо, що на картері під час удару на бездоріжжі з'явилася вм'ятина, через яку маслоприймач перестав штатно працювати.

## Особливості експлуатації
З використаних гідравлічних підйомників слід злити масло перед установкою, щоб вони не утримували клапани відкритими під час запуску та потенційно спричинили пошкодження газорозподільного механізму чи/або поршнів. Це можна зробити, стиснувши їх у лещатах. Тиск масла швидко підвищиться після запуску, і вони встановляться на належну висоту.